# Jaguar XJS
Der Jaguar XJ-S (ab 1991 Jaguar XJS) ist ein Gran Turismo des britischen Autoherstellers Jaguar. Er wurde vom 10. September 1975 bis 4. April 1996 in ca. 115.413 Exemplaren hergestellt und ist damit das bislang erfolgreichste Jaguar-Sportmodell. Insgesamt gibt es ca. 21 Modellvarianten in drei aufeinanderfolgenden Serien.
- Serie 1: 1975–1981
- Serie 2: 1981–1991
- Serie 3: 1991–1996

Mit dem letzten E-Type, der im September 1974 hergestellt wurde, gab Jaguar den Markt für Roadster-Sportwagen, für die gerade die englische Autoindustrie mit Marken wie Jaguar, Triumph und MG bekannt war, auf. Neue gesetzliche Rahmenbedingungen, insbesondere in den USA, veranlassten Jaguar, die Entwicklung eines schnellen, komfortablen Coupés (GT) gegenüber einem Roadster zu favorisieren. Die Linienführung des auf Basis der XJ-Limousine entwickelten und mit dem V12-Motor aus dem E-Type Serie III versehenen XJ-S 5.3 GT Coupé Serie 1 war seinerzeit zunächst umstritten. Es dauerte eine gewisse Zeit, bis der XJ-S Serie 1 als eigenständige, avantgardistische Designkreation anerkannt und geschätzt wurde. Das Design hatte auf jeden Fall das Potential für einen Longseller mit einer Bauzeit von über 20 Jahren und 7 Monaten.

## Modelle

### XJ-S 5.3 GT Coupé „Pre-HE“ (Serie 1: 1975–1981)

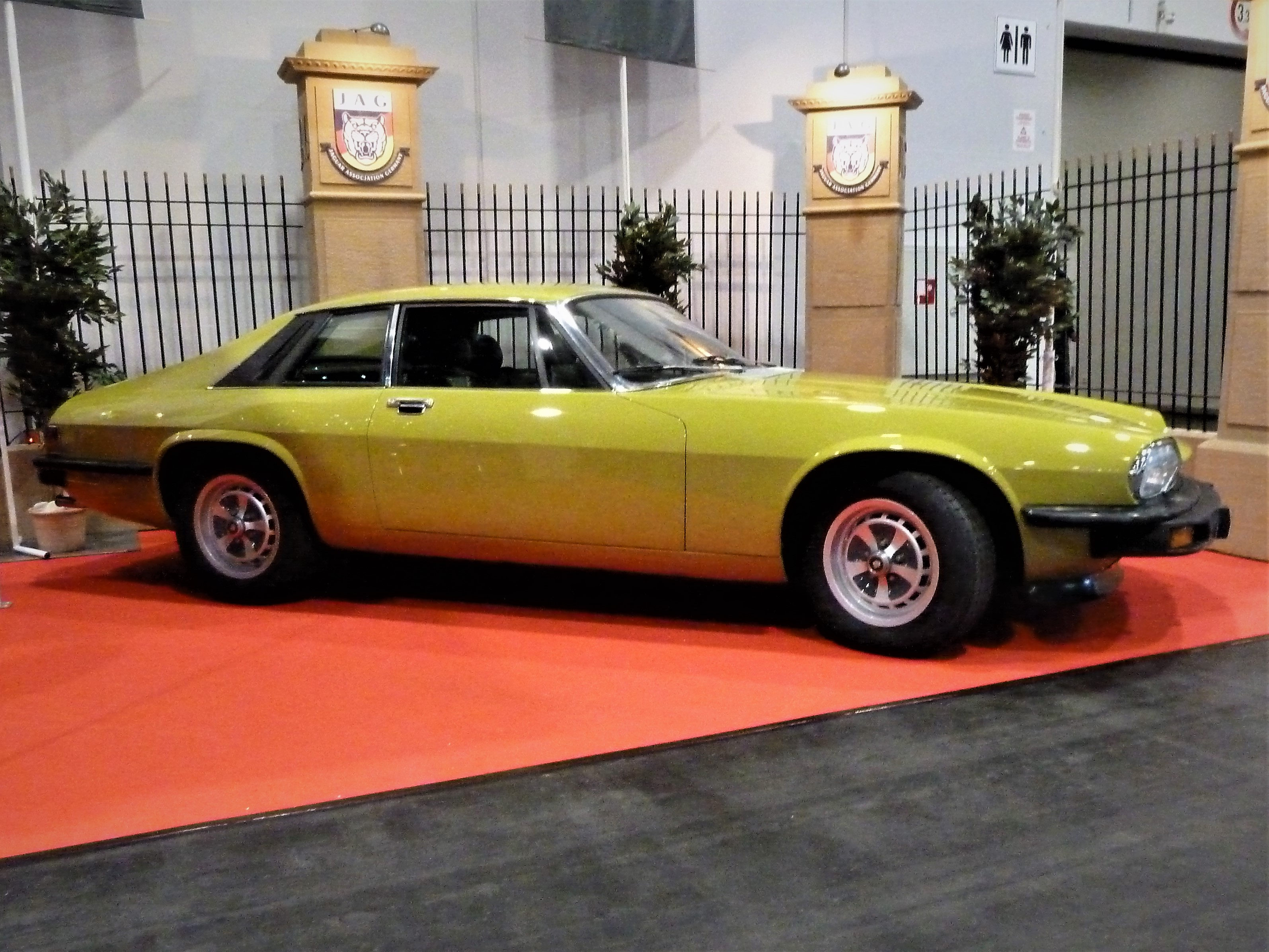
Jaguar XJ-S 5.3 GT Coupé Pre-HE Serie 1

Am 10. September 1975 wurde auf der IAA in Frankfurt am Main das XJ-S 5.3 GT Coupé Serie 1 vorgestellt, das auf dem XJ Serie II basierte (der Radstand war mit 2,59 m um ca. 25 cm kürzer als bei der Limousine XJ 12), mit geschlossener 2+2-sitziger Karosserie und dem V12-Motor in der damals gerade serienreifen Einspritzversion. Seine Form war mit einem cw-Wert von 0,39 nachweislich windschlüpfiger als die des inzwischen aus der Mode gekommenen E-Type Serie III, aber auch wuchtiger, komfortabler und schwerer als der E-Type V12 Serie 3. Der XJ-S 5.3 GT Serie 1 war zu dieser Zeit der schnellste und teuerste Jaguar in der Modellpalette, und beim Hersteller hoffte man, mit diesem Modell Käufer anderer Luxusmarken wie Maserati und Ferrari gewinnen zu können. Im Vergleich zu Modellen wie dem Porsche 911 und dem Mercedes-Benz SL war der XJ-S schneller, der Benzinverbrauch aber auch etwas höher. Die Höchstgeschwindigkeit betrug 241 km/h und das Coupé beschleunigte in 6,8 s (Schaltgetriebe) und 7,9 s (Automatik) von 0 auf 100 km/h. Darüber hinaus zeichnete es sich durch eine ausgezeichnete Straßenlage aus und bewies in diesem Modellsegment einen sehr eigenständigen Charakter. Den XJ-S Serie 1 gab es zunächst nur mit dem 5,3-Liter-V12 mit 211 kW (287 PS). Es standen bei der Einführung zunächst ein Dreigang-Automatikgetriebe (Borg Warner Typ 12) und später zusätzlich ein Viergang-Schaltgetriebe zur Wahl (Letzteres wurde bis etwa 1978 weltweit nur in einer Stückzahl von 352 Exemplaren produziert). Bei seiner Markteinführung im September 1975 war der XJ-S 5.3 GT Serie 1 das weltweit schnellste Serienfahrzeug mit Automatikgetriebe und das teuerste Fahrzeug aus dem Angebot von Jaguar.
Bekanntheit erlangte dieses Modell auch durch die erfolgreiche britische Fernsehserie Simon Templar – Ein Gentleman mit Heiligenschein (1978–1979), in der Ian Ogilvy als Simon Templar einen weißen XJ-S 5.3 Coupe Serie 1 mit dem Kennzeichen ST-1 fuhr. Ein schwarzer XJ-S 5.3 Coupe Serie 1 mit Zusatztank von 1978 gewann 1979 das Cannonball-Rennen von New York nach Los Angeles (4628 km) in 32 Stunden und 51 Minuten (Durchschnittsgeschwindigkeit: über 140 km/h). Der Rekord hielt bis ins Jahr 1983.

### XJ-S 5.3 H.E. Coupé (Serie 2: 1981–1991)

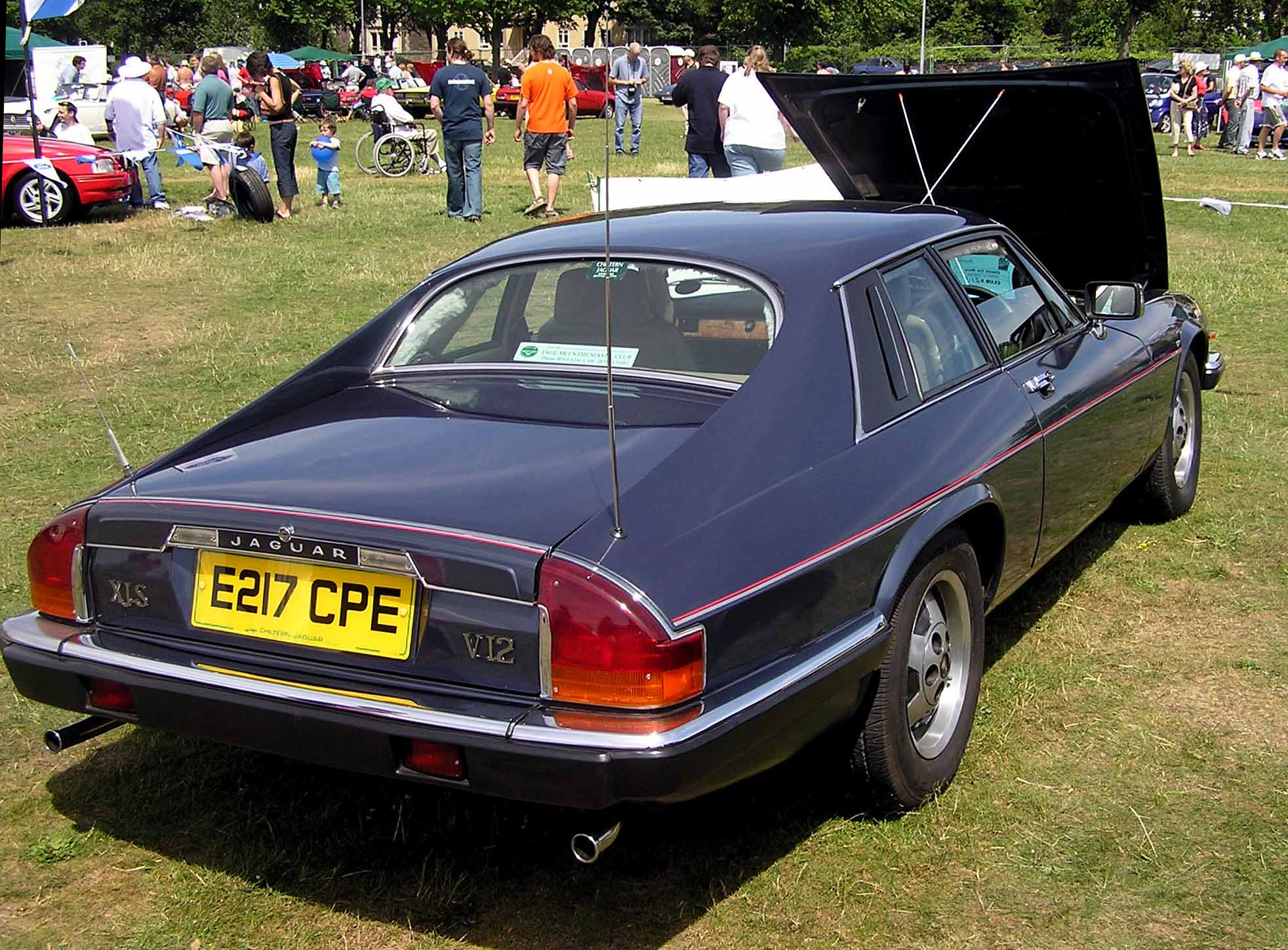
Jaguar XJ-S 5.3 HE Coupé Serie 2

Nachdem 1980 die Produktion mit nur knapp über 1000 Autos einen Tiefstand erreicht hatte, wurde kurzfristig über die Einstellung nachgedacht. Unter dem neuen Jaguar-Chef Sir John Egan wurde jedoch entschieden, den XJ-S 5.3 Coupe Serie 1 neu zu überarbeiten und zusätzliche Versionen anzubieten, unter anderem ein von Kunden schon lange gewünschtes Cabriolet.
Bereits im Sommer 1981 wurde daher das neue XJ-S 5.3 HE Coupé Serie 2 vorgestellt und mit einer moderneren Einspritzanlage versehen, die den Motor jetzt auf 220 kW (295 PS) brachte. Darüber hinaus fand der neue H.E.-Zylinderkopf (High Efficiency) Verwendung, der zu einer Reduzierung des Kraftstoffverbrauchs um mehr als 20 % beitrug. Jaguar verbesserte zusätzlich die Qualität erheblich und veränderte viele Details (Holzeinlagen am Armaturenbrett, weniger wuchtige Stoßfänger mit einer Chromleiste am oberen Rand, neue Felgen, neue Sitze usw.), was die Verkaufszahlen sofort deutlich steigerte. Die höchsten Produktionsraten der ganzen XJ-S Modellgeschichte wurden 1988 und 1989 erreicht, mit jährlich über 10.000 gebauten Fahrzeugen. Großen Anteil an diesem Erfolg hatte die 1988 neu eingeführte Vollcabrioversion XJ-S 5.3 V12 Convertible Serie 2, die sofort erfolgreich ganz neue Käuferschichten ansprach.

### XJ-S 3.6 Coupé (Serie 2: 1983–1991)

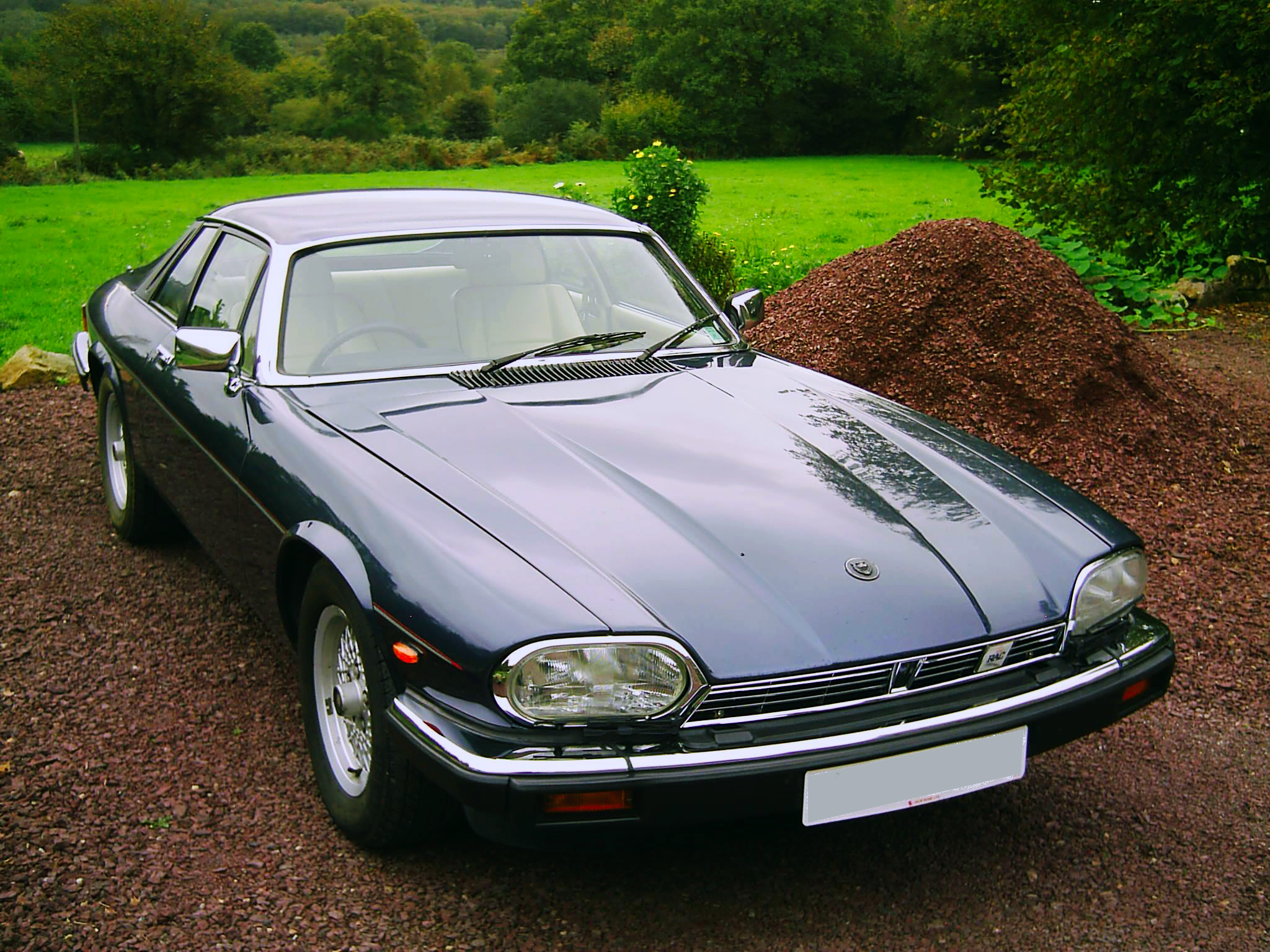
Jaguar XJ-S 3.6 Coupé Serie 2

Im XJ-S 3.6 Coupé Serie 2 gab es im Frühjahr 1983 erstmals den neu entwickelten Nachfolger des fast 40 Jahre alten XK-Sechszylindermotors. Es handelte sich um einen völlig neu konstruierten 3,6-Liter-Reihensechszylinder (AJ-6) mit zwei oben liegenden Nockenwellen und erstmals 4 Ventilen je Zylinder, der 163 kW (222 PS) leistete. Mit diesem AJ-6 Motor und mit einem Fünfgang-Schaltgetriebe von Getrag erreichte das neue XJ-S 3.6 Coupé eine Höchstgeschwindigkeit von 225 km/h. Durch die neue Einspritzanlage und die neu entwickelte Vierventiltechnik war der Verbrauch nun niedriger als beim alten Motor. Diese 3.6-Version mit AJ-6-Motor und 5-Gang-Schaltgetriebe ist ebenfalls besonders selten. Alternativ zum 5-Gang-Schaltgetriebe gab es auf Wunsch ab 1987 auch ein Viergang-Automatikgetriebe von ZF. Ab dem Modelljahr 1989 war das XJ-S 3.6 Coupé nur noch mit einem neuen geregelten Dreiwege-Katalysator erhältlich, wodurch die Leistung auf 147 kW (200 PS) sank.

### XJ-SC 3.6 (Serie 2: 1983–1988), XJ-SC 5.3 H.E. (Serie 2: 1985–1988)
Mit der Entwicklung des XJ-SC Serie 2 (offizielle Bezeichnung XJ-S Cabrio) wurde begonnen, nachdem Sir John Egan 1980 das Ruder bei Jaguar übernommen hatte. Der Dachaufbau mit den beiden herausnehmbaren Dachhälften, den feststehenden hinteren Scheiben und dem kleinen Faltdach wurde von der Aston-Martin-Tochter Tickford entwickelt.
Jeder XJ-SC Serie 2 lief bei Jaguar als Coupé vom Band und wurde anschließend zu Tickford transportiert. Dort wurden das Dach und die Heckfinnen entfernt und der neue Dachaufbau montiert. Die Folge dieser aufwändigen Produktion waren niedrige Produktionszahlen und lange Wartelisten.
Der XJ-SC Serie 2 wurde am 12. Oktober 1983 mit zwei Motorisierungen vorgestellt: dem neuen 3,6-Liter-Reihen-Sechszylinder und dem bekannten 5,3-Liter-V12. Ab dem 17. Juli 1985 wurde der 5.3 V12 mit dem H.E.-Motor ausgeliefert und die Montage des Fahrzeuges fand jetzt komplett bei Jaguar statt.
In der Produktionszeit von ca. 4 Jahren wurden ca. 1150 Einheiten mit dem 3.6-Motor, davon 500 als LHD hergestellt, vom 5.3 V12-Modell wurden ca. 3800 Einheiten, davon 2950 als LHD produziert.

### XJ-S 5.3 V12 Convertible (Serie 2: 1988–1991)

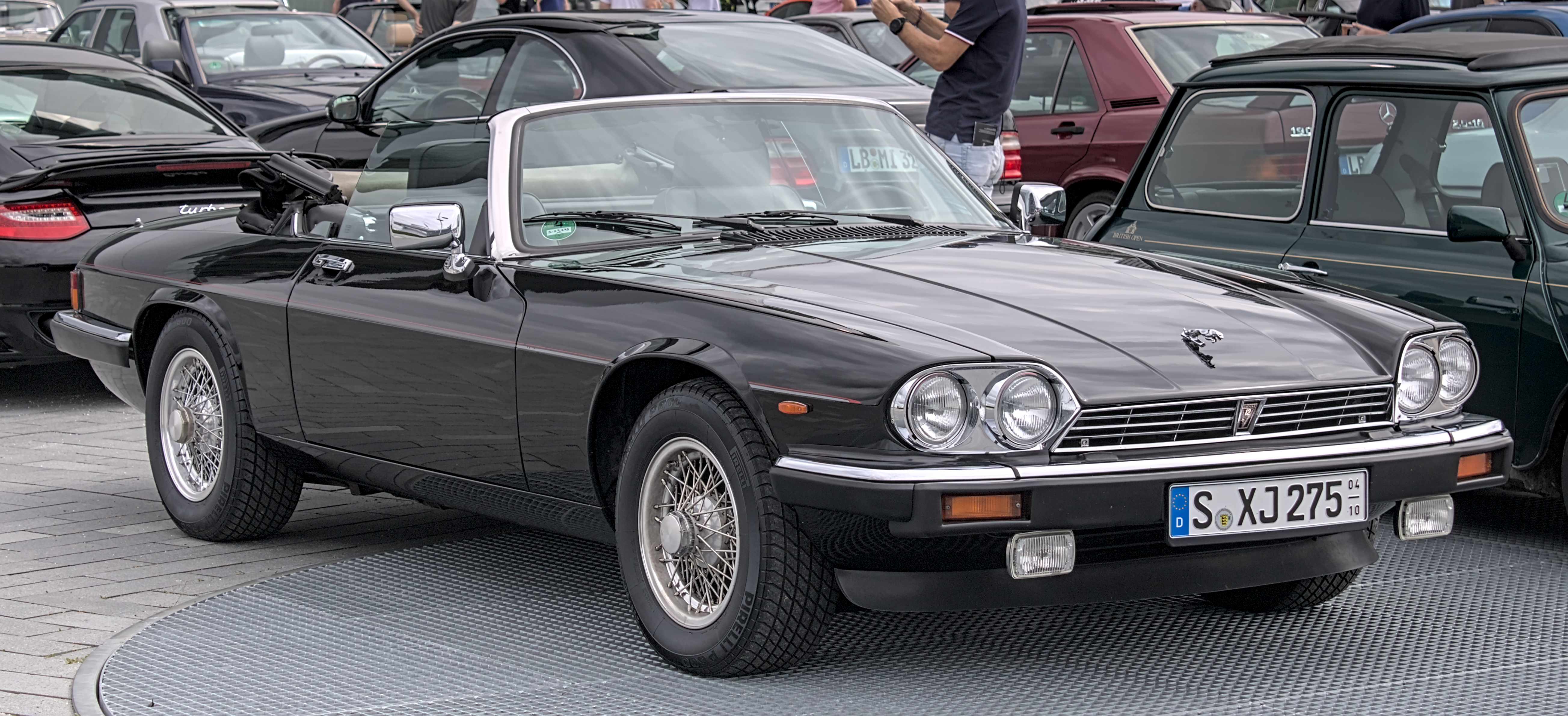
Jaguar XJ-S 5.3 Convertible Serie 2

Die Entwicklung des Convertible begann im Mai 1985. Mit der Herstellung der Prototypen wurde Karmann in Osnabrück beauftragt. Für die Stabilität des Cabrios musste ca. ein Drittel der Karosserieteile überarbeitet werden. Aufwändig war auch die Neukonstruktion der Motor- und Getriebelagerung, von der 30 unterschiedliche Versionen getestet wurden. Erste Prototypen wurden ab Anfang 1987 getestet.
Karmann war auch mit der Entwicklung des Stoffverdecks beauftragt. Die Besonderheit ist der elektrohydraulische Antrieb, der das aufwändig gedämmte Faltdach mit der beheizten Glasscheibe in 12 Sekunden öffnet.
Im Februar 1988 wurde der XJ-S 5.3 V12 Convertible Serie 2 auf dem Genfer Automobil-Salon erstmals der Weltöffentlichkeit vorgestellt.
Von diesem Modell wurden ca. 13.000 Einheiten produziert.

### XJR-S 6.0 Coupé und Convertible (Serie 3: 1991–1993)

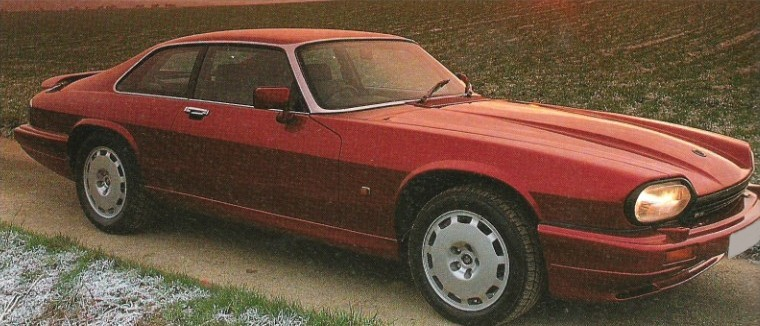
Jaguar XJR-S 6.0 Coupé Serie 3

Der Jaguar XJ-S TWR Racing wurde ab 1982 vom Team Tom Walkinshaw Racing (kurz TWR) erfolgreich in der Europäischen Tourenwagen-Meisterschaft (ETCC) eingesetzt und gewann 1984 erstmals den Europa-Meistertitel. Tom Walkinshaw selbst wurde zum Fahrer-Europameister gekürt – eine Ehre, die den Vorgängern XK und E-Type stets verwehrt geblieben war. TWR bot seit 1984 in diesem Zusammenhang einen recht markanten TWR-Spoilersatz für das XJ-S 5.3 HE Coupé (Serie 2) und die XJ-SC (Serie 2) an. Unter Verwendung dieses TWR-Zubehörs entstand im Frühjahr 1988 in England das neue Serienmodell XJR-S 5.3 Coupé Serie 2, das technisch dem XJ-S 5.3 HE Serie 2 glich. Die Einführung dieses Modells wurde mit einer auf 50 Exemplare limitierten Sonderausführung Le Mans gefeiert (TWR hatte in Le Mans kurz zuvor mit dem Jaguar XJR-9 den Sieg errungen). Die TWR-Aerodynamik-Kits waren danach für Serienfahrzeuge auch weiterhin erhältlich und in dieser Zeit entstanden viele Derivate durch Drittfirmen. 1991 wurden die äußerlichen Änderungen des neuen XJS-Facelifts auch für die Serienmodelle des XJR-S 6.0 Coupé Serie 3 übernommen (ca. 124 Stück produziert) und zugleich ein von TWR entwickelter 6.0-Liter-V12-Motor eingeführt. Dieser Motor war nicht der von Jaguar ab 1993 im XJS 6.0 Coupé Serie 3 eingesetzte 6,0-Liter-V12 mit geändertem Zylinderkopf. Die deutsche Version des XJR-S 6.0 Coupé Serie 3 leistete 243 kW (330 PS) bei 5250/min, erzielte eine Höchstgeschwindigkeit von 254 km/h und besaß eine Dreigangautomatik ohne Wandlerüberbrückungskupplung. Aufgrund des Schlupfes über den Wandler erreichte er 6 km/h weniger Höchstgeschwindigkeit als das spätere XJS 6.0 Coupé Serie 3 mit 222 kW (302 PS) bei 5350/min. Denn das ab 1993 erhältliche XJS 6.0 Coupé Serie 3 hatte ein 4-Gang-Automatikgetriebe von GM (Modell 4L80E) mit Wandlerüberbrückungskupplung und war in der Gesamtübersetzung konsequent auf maximale Höchstgeschwindigkeit (260 km/h) ausgelegt (Gesamtübersetzung 2,65 ggü. 2,88 (XJR-S), wobei der Wandlerschlupf die Motordrehzahl noch höher ausfallen lässt).
Zum Ende der Baureihe XJR-S 6.0 Serie 3 gab es erstmals auch 50 XJR-S 6.0 Convertible Serie 3, exklusiv für den amerikanischen Markt in den Farben Jet Black (25 Stück) und Signal Red (25 Stück).

### XJS 4.0 Coupé und Convertible (Serie 3: 1991–1996), XJS 5.3 Coupé und Convertible (Serie 3: 1991–1993),
Die gesamte Serie-2-Baureihe wurde im Mai 1991 (jetzt unter Ford-Regie) nochmals komplett überarbeitet und neu unter der Bezeichnung „XJS“ (Serie 3) angeboten. Bereits 1988 war bei Jaguar eine gründlich überarbeitete Ausführung der gesamten Serie-2-Baureihe intern abgeschlossen gewesen, aber aus finanziellen Gründen (Abverkauf der bestehenden Lagerbestände) wurde sie erst von 1991 bis 1993 schrittweise in die Serienfertigung überführt. Die vollständige Umrüstung kostete Jaguar insgesamt über 50 Millionen Pfund. Die auffälligsten Veränderungen ab 1991 an der Außenansicht der neuen XJS Coupé Serie 3 waren neue geteilte Rückleuchten in schwarz getönter Rechteckform, ein neuer Kühlergrill und die vorderen nun rahmenlosen und hinteren geklebten Seitenfenster. Die Position des Heckfensters wanderte im unteren Bereich weiter nach hinten, um Platz für modernere Sicherheitsgurte zu schaffen, und stand nun deutlicher nach vorn geneigt.
Unter dem Blech war vieles neu konstruiert, um die Produktion mit größeren Blechen zu vereinfachen und um Kosten zu senken. Das Armaturenbrett wurde mit zusätzlichen Rundinstrumenten erneut neu gestaltet. Zur Unterscheidung gegenüber älteren Serie-2-Versionen werden diese jüngeren XJS-Modelle ab 1991 meist als XJS „Facelift“ (oder Serie 3) bezeichnet.
Der neue Serie 3 wurde 1991 zunächst als XJS 4.0 Coupé Serie 3 mit dem 4,0-Liter-Sechszylinder (AJ-6) entweder mit Fünfgang-Schaltgetriebe oder einer ZF-Viergang-Automatik und als XJS 5.3 Coupé Serie 3 oder XJS 5.3 Convertible Serie 3 mit dem 5,3-Liter-V12 mit GM400-Dreigangautomatik angeboten. 1992 folgte dann noch der neue, sehr erfolgreiche XJS 4.0 Convertible Serie 3 mit dem AJ-6 Motor und 163 kW (222 PS).

### XJS 6.0 / 4.0 Coupé und Convertible (Serie 3: 1993–1996)

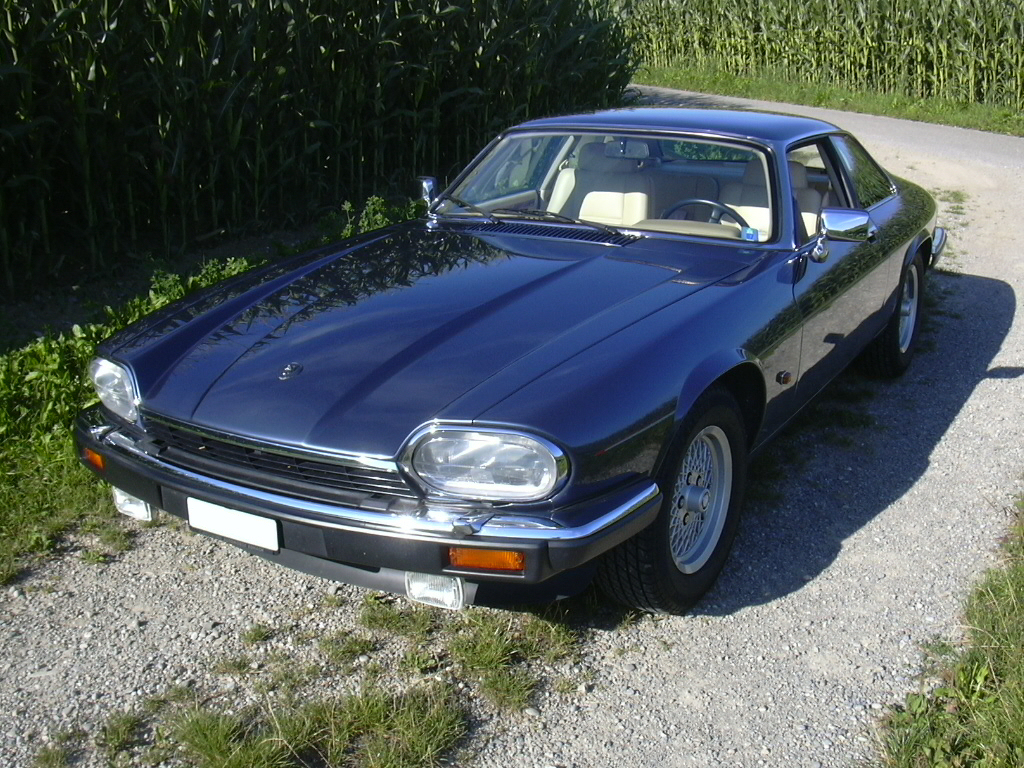
Jaguar XJS 5.3 V12 Coupé Serie 3

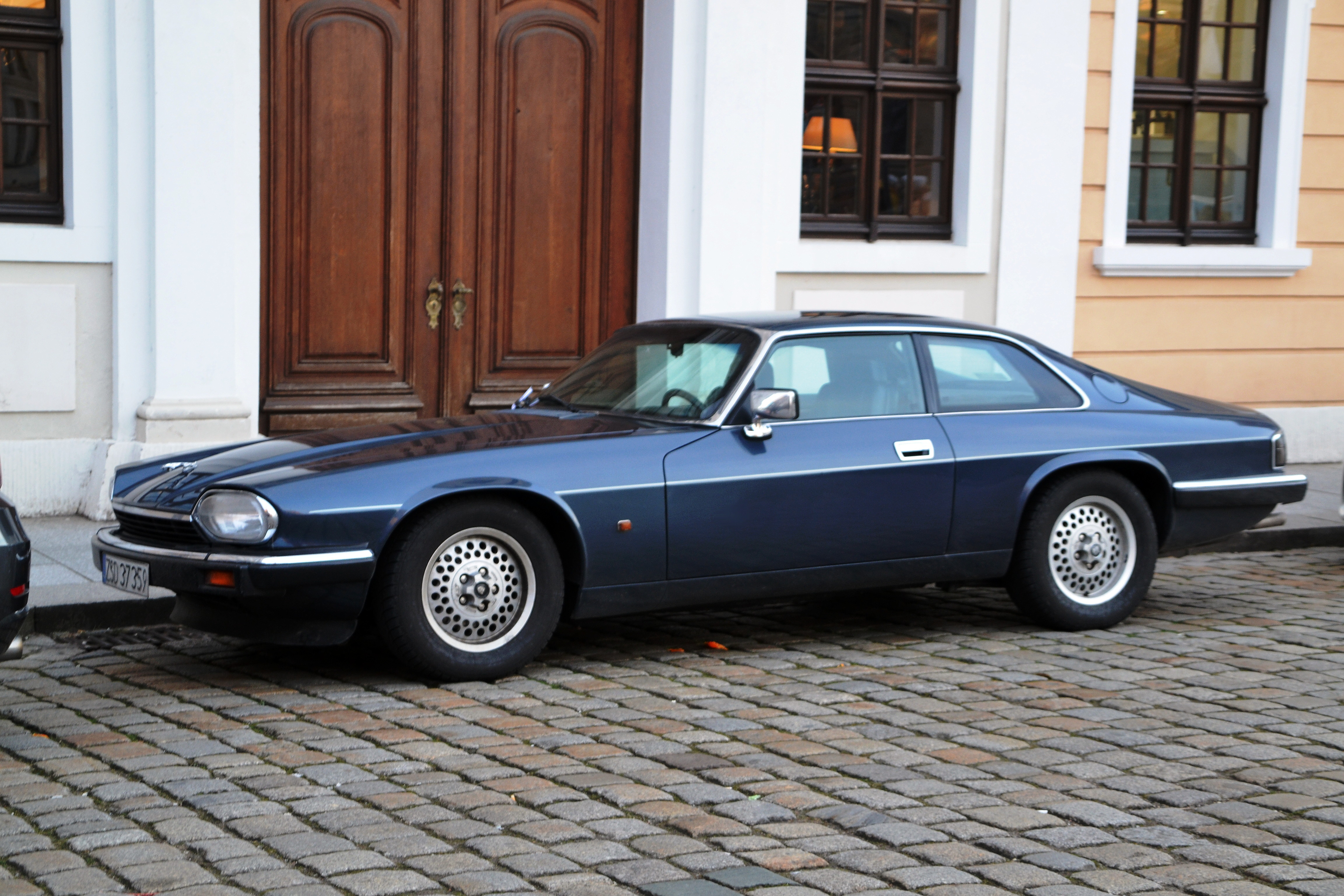
Veränderte Linienführung am hinteren Seitenfenster: XJS 4.0 Coupé Serie 3

Im Frühjahr 1993 wurde der Hubraum des V12 durch Jaguar von 5,3 auf 6,0 Liter vergrößert. Er leistete jetzt 222 kW (302 PS). Der XJS 6.0 V12 Serie 3 wurde mit einer moderneren Viergang-Automatik von General Motors ausgerüstet. Durch den neuen von Jaguar nun selbst entwickelten 6,0-Liter-Motor wurde der XJR-S 6.0 mit seinem andersartig konstruierten 6,0-Liter-V12 überflüssig. Die Höchstgeschwindigkeit für das überarbeitete XJS 6.0 Coupé Serie 3 lag nun bei 260 km/h, für den XJS 6.0 Convertible Serie 3 bei 257 km/h. Beide Fahrzeuge waren nicht bei 250 km/h abgeregelt.
Zum Modelljahr 1993 wurden die verchromten Stoßfänger durch aerodynamisch verbesserte, in Wagenfarbe lackierte Kunststoff-Stoßfänger mit aufgesetzter Chromleiste ersetzt sowie modifizierte Türschlösser und Verriegelungen verwendet. Die neuen Komponenten wurden nicht an einem bestimmten Datum eingebaut, sondern nach und nach, sobald die noch auf Lager liegenden Restbestände aufgebraucht waren, sodass viele Übergangsmodelle zu finden sind. In diese Zeit fiel auch der Einbau der neuen Hinterachse aus der Limousine, sodass der XJS (Serie 3) ab 1993 nun auch wartungsfreundliche außenliegende Scheibenbremsen hatte. Ein Fahrerairbag hielt Einzug, ab Modelljahr 1994 auch ein Beifahrerairbag. Bei den Convertible entfiel der verschließbare Stauraum hinter den Sitzen zugunsten einer zweiten, zuvor nur als Sonderumbau bei Arden erhältlichen Sitzbank (2+2), und das Armaturenbrett wurde ab der Mittelkonsole erneut leicht überarbeitet. Die Autos dieser Baujahre sind äußerlich an den Rädern mit fünf Speichen oder den BBS-Kreuzspeichenrädern (Sonderausstattung) sowie an den flachen, seitlichen (vorher quadratischen, aufgesetzten) Blinkleuchten am vorderen Kotflügel zu erkennen. Die 6.0-Modelle erhielten erstmals auf den vorderen Kotflügeln jeweils ein V12-Emblem.
Ebenfalls in diesen Produktionszeitraum fiel die Sonderausstattung „Insignia“, die auch für die Limousine erhältlich war. Für einen fünfstelligen Mehrpreis wurde der Innenraum unter anderem durch eine besonders aufwendige Lederausstattung (erhältlich in 10 Farbtönen), Edelholzfurniere und Wiltonteppiche aufgewertet. Fahrzeuge mit dieser Ausstattung (Stückzahl XJS – INSIGNIA ca. 64) sind extrem selten. An den vorderen Kotflügeln gab es für diese Fahrzeuge INSIGNIA-Embleme.
Im Juli 1994 wurde die Lederausstattung für das Modelljahr 1995 erneut modifiziert. Beim XJS 6.0 Serie 3 wurde erstmals besonders hochwertiges Raffleder verarbeitet, die Rückseiten der Sitze wurden erstmals zusätzlich mit Leder überzogen, und an den Türen entfielen die Chromzierleiste und die Teppichapplikation zugunsten von zusätzlichem Leder. Obwohl die Insignia-Ausstattung jetzt nicht mehr erhältlich war, entsprach der Innenraum der XJS 6.0 Serie 3 Modelle bis auf die fehlenden Lederapplikationen an der A-Säule, dem Armaturenbrett sowie der Hutablage weitgehend dem dieser Ausstattungslinie.
Bezüglich des Reihensechszylinders 4.0 wurde der schwarze AJ-6-Motor mit 163 kW (222 PS) ab Juli 1994 durch einen neuen silbernen AJ-16-Motor ersetzt, den es so auch in der neu eingeführten Limousine gab. Dieser war die Weiterentwicklung des AJ-6 und leistete beim XJS 4.0 AJ-16 nun 171 kW (233 PS). Die Höchstgeschwindigkeit betrug nun 237 km/h beim XJS 4.0 Coupé und 234 km/h beim XJS 4.0 Convertible. Äußerlich sind die Fahrzeuge dieses Bauzeitraums an den fehlenden aufgeklebten Seitenstreifen sowie an den in Wagenfarbe lackierten Außenspiegeln und Scheinwerferumrandungen zu erkennen. Ferner wurden alle 4.0 Sechszylinder (AJ-16) dieser Bauzeit nur noch mit den bekannten Fünfspeichenrädern ausgestattet.
Ab Juli 1995 (ab Vin 222592) wurde der XJS 4.0 Serie 3 exklusiv in der „Celebration“-Ausstattung – in Erinnerung an die 60 Jahre zurückliegende erstmalige Verwendung des Namens Jaguar – angeboten. Nun gab es wieder verchromte Spiegel und Scheinwerferumrandungen, erstmals seitliche von Hand gemalte Zierstreifen (Coachlines) sowie neue, fast ganzflächige Räder mit 11 Speichen. Alle bisherigen Extras bis auf Bordcomputer und Hochdruckscheinwerferreinigungsanlage waren bei dieser Sonderedition nun serienmäßig ab Werk verbaut. Der Innenraum wurde nochmals durch einen Lederlenkradkranz, der zum Teil aus Holz bestand, und einen Automatikwählhebel aus Holz aufgewertet. Der 6.0 V12 war bereits 1995 nicht mehr in der Preisliste aufgeführt und wurde nur noch auf Wunsch gebaut, so dass er offiziell nicht in der „Celebration“-Ausstattung erhältlich, jedoch mit seinen umfangreichen Lederapplikationen sogar noch etwas besser ausgestattet war.
Die allerletzten XJS (Serie 3) beider Motorisierungen (4.0 und 6.0) mit Bauzeitraum ab Herbst 1995 sind an einem Handbremshebel mit einem runden schwarzen Griffstück erkennbar. Er war nicht mehr verchromt, sondern mit Leder überzogen und wurde in dieser Form ebenfalls im Nachfolgemodell XK8 sowie im Aston Martin DB7 verwendet.
Selbst im letzten Produktionsjahr 1996 wurden, nachdem der Nachfolger XK8 bereits angekündigt war, noch mehr als ca. 3000 XJS 4.0 Celebration Convertible ausgeliefert. Das XJS 4.0 Celebration Coupé war dazu im Vergleich mit einer Gesamtstückzahl von ca. 121 (davon 79 als LHD) nun eher selten. Der letzte XJS 6.0 V12 Serie 3 verließ (als letzter XJS überhaupt) am 4. April 1996 als XJS 6.0 Coupé in der Farbe Ice-Blue-Micatallic das Jaguar-Werk in Coventry, der letzte mit 4,0-Liter-Motor (als vorletzter XJS) am 4. April 1996 als XJS 4.0 Celebration Convertible in Signal Red. Beide Fahrzeuge wanderten unmittelbar in die Jaguar-Museums-Collection und werden noch heute weltweit auf Messen nahezu im Neuzustand präsentiert.

## Sonderaufbauten

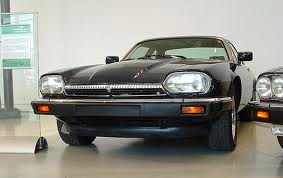
Daimler XJ-S 5.3 HE im Automuseum Coventry

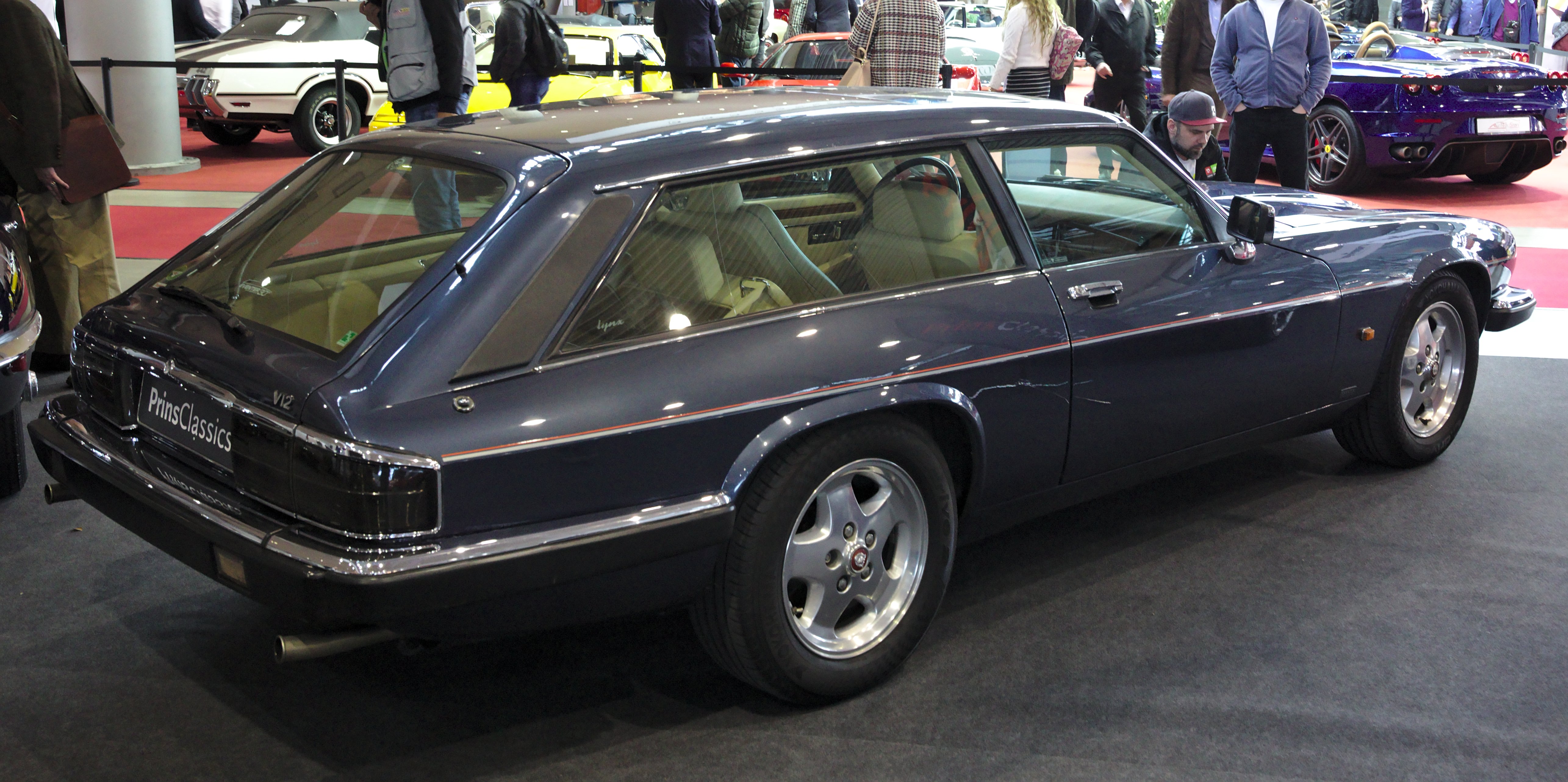
Shooting Brake auf der Basis des XJS 5.3 Coupé Serie 3: der Lynx Eventer

- Zu Beginn der 1980er Jahre entwarf Jaguar eine Daimler-Version des XJ-S 5.3 HE Coupé Serie 2. Als wesentlichen Unterschied zum Basismodell wies der Daimler XJ-S 5.3 HE, abgesehen vom markentypischen Kühlergrill, ein knappes Stufenheck mit steil stehender Heckscheibe auf. Die hintere Dachlinie ähnelte der des späteren XJ-SC. Eine Serienproduktion des Daimler XJ-S 5.3 HE kam nicht zustande. Es entstand nur ein einzelnes Fahrzeug, das heute im Automuseum von Coventry steht.[2]
- Lynx in East Surrey stellte von 1983 bis 1996 den Lynx Eventer her, einen allgemein als qualitativ hochwertig angesehenen Umbau der XJ-S/XJS-Coupés in einen dreitürigen Sportkombi. In 14 Jahren entstanden 67 Fahrzeuge. Nahezu alle Fahrzeuge sind bis heute erhalten geblieben und in Sammlerhand.
- Arden stellte, abgesehen von antriebstechnisch veränderten Modellen, eine Reihe von Fahrzeugen her, die eigenständige Dachkonstruktionen aufwiesen. Dazu gehörten der Arden AJ 2B (ein Vollcabriolet), der AJ 3 (ein Sportkombi im Stile des Lynx Eventer) und der AJ 6 (ein Coupé mit feststehendem Stufenheck, das dem Daimler XJ-S ähnelte).

## Der XJ-S/XJS heute
Im heutigen Straßenbild ist der XJ-S (Serie 1 und 2) bzw. XJS (Serie 3) nur noch selten anzutreffen. Dies liegt zum einen daran, dass die gebauten Stückzahlen vergleichsweise gering sind, zum anderen daran, dass XJ-S/XJS-Besitzer ihn heutzutage selten als Alltagsauto nutzen. Der Markt für gebrauchte XJ-S/XJS ist dennoch relativ groß und die Ersatzteilversorgung als gut zu bezeichnen. Während für die jüngeren XJS-Baujahre (Serie 3: 1991–1996) fast alle Ersatzteile direkt über die Jaguar-Händler bezogen werden können, muss bei den älteren XJ-S-Modellen (Serie 1: 1975–1981 und Serie 2: 1981–1991) teilweise auf private Verkäufer oder darauf spezialisierte Händler, die meisten davon in den USA, Niederlande oder Großbritannien, zurückgegriffen werden. Auf dem europäischen Gebrauchtmarkt werden heute fast ausschließlich XJ-S 5.3 HE Serie 2-Modelle ab Modelljahr 1981 bzw. XJS-Facelift-Modelle (Serie 3) ab Modelljahr 1991 angeboten. In der Anschaffung ist ein XJ-S 5.3 HE Coupé Serie 2 vergleichsweise günstig, was für den Unterhalt nicht unbedingt gilt. Die offenen Versionen des XJ-S 5.3 V12 Convertible Serie 2 sind meist teurer als die entsprechenden Coupéversionen, da die Produktion der Convertibles erst 1988 begann und diese entsprechend seltener sind. Bei den Coupés sind vor allem wegen der geringen Stückzahlen die verschiedenen Sondereditionen (Insignia, Collection Rouge, Collection Classic und Celebration) gesucht. Die aktuellen Marktpreise beginnen bei ca. 10.000 € für frühe XJ-S 5.3 HE Coupé Serie 2 in mäßigem Zustand aus den 80er Jahren und erreichen bis über 50.000 € für sehr gut erhaltene XJS Convertible und Coupés (Serie 3) der Baujahre 1993–1996. Die Fahrzeuge der letzten Baujahre (Serie 3) waren hochwertig verarbeitet und hatten teilverzinkte Karosserien. Sie sind heute sowohl als XJS Convertible in der 2+2-Version als auch als Coupé der Serie 3 als 4.0 und 6.0 sehr beliebt und gelten als wertstabil, wobei die Coupés aufgrund ihrer Seltenheit einen Aufschlag erfordern. Eine Sonderstellung bei der Preisentwicklung nehmen mittlerweile die XJ-S Lynx Eventer (Shooting Brake) Serie 2 und 3 und die R-Sportmodelle XJR-S 6.0 Coupé Serie 3 und XJR-S 6.0 Convertible Serie 3 ein. Hier muss mit Aufschlägen von 50 bis 100 % gerechnet werden, da es sich um exklusive Kleinserien handelt. Außerdem waren diese Fahrzeuge als Neuwagen schon erheblich teurer.
In den letzten Jahren wurde die Nachfrage nach jüngeren XJS-Serie-3-Modellen in Europa auch durch US-Importe befriedigt, deren Technik nicht exakt den in Europa vertriebenen Ausführungen entspricht (Abgasnachbehandlung und Motorsteuerung) und deren Motoren eine etwas geringere Leistung erbringen. Äußerlich sind die US-Modelle an der dritten Bremsleuchte, dem fehlenden Blinker im Kotflügel (hier Jaguar-Emblem), der Kennzeicheneinfassung am Heck, dem Heckspoiler beim XJS 6.0 V12 Convertible Serie 3 sowie dem anderen Tachometer erkennbar. Weiter sind sie durch ihre Fahrgestellnummer eindeutig zu identifizieren – der sechste Buchstabe ist ein „X“, nach Europa ausgelieferte Fahrzeuge haben an dieser Stelle den Buchstaben „A“. Da mittlerweile die Preise für die gesamte XJS-Serie in den USA gestiegen sind, sind die Importe erheblich zurückgegangen.